# Cyriaque Gillain

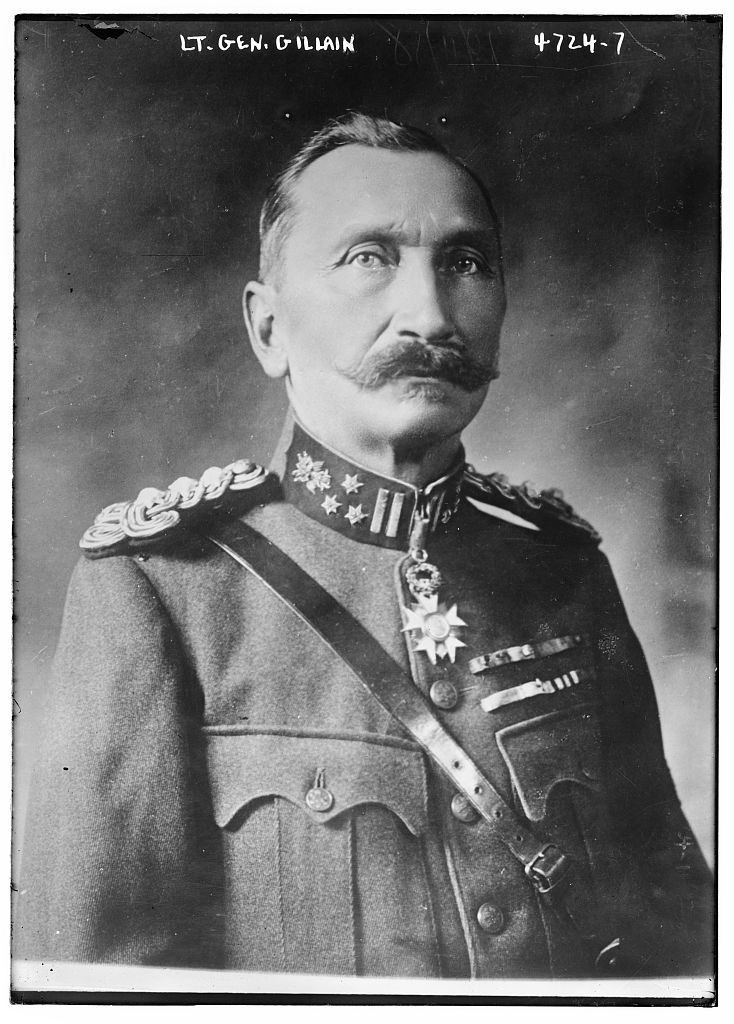
Cyriaque Gillain in Generalsuniform, 1918.

Cyriaque Cyprien Victor Gillain (* 11. August 1857 in Biesme, Belgien; † 17. August 1931 in Uccle/Ukkel, Belgien) war ein belgischer Soldat und Kolonialadministrator, der ab den späten 1880er Jahren für den belgischen König Leopold II. im Kongo-Freistaat diente. Im Ersten Weltkrieg diente er unter anderem als Stabschef der belgischen Armee und beendete seine Karriere als Generalleutnant.

## Biographie

### Frühe Jahre (1851–1882)
Cyriaque Cyprien Victor Gillain, Sohn von Adolphe Gillain und Virginie Alexandre, wurde am 11. August 1857 in Biesme in der Provinz Namur geboren. Nach seiner Rückkehr aus Belgisch-Kongo heiratete er am 26. September 1896 Adèle Ménétrier und ihre Tochter in Marchienne-au-Pont bei Charleroi.

### Militärkarriere
Mit 18 Jahren meldete sich Gillain freiwillig beim 4. Artillerie-Regiment und trat 1878 in die Militärschule ein. Er verließ sie 1880 im Rang eines Leutnants der Artillerie. Im September 1883 wurde er auf seinen Wunsch hin zur Kavallerie in das 2. Régiment des Guides versetzt.
Als Leutnant wurde er 1886 in die belgische Kriegsschule (École de guerre) aufgenommen und schied 1888 mit dem Zertifikat zum Stabsoffizier aus.
Gerade aus der Kriegsschule ausgetreten, folgte Gillain dem Ruf von König Leopold II. und landete am 7. Januar 1889 in Boma in Belgisch-Kongo. Er wurde zum Hauptmann der Force Publique ernannt und nahm an allen wichtigen Operationen gegen arabische Sklavenhändler teil, die von Tanganjika aus in dem Gebiet auf Menschenjagd gingen. 1890 war er Teilnehmer der von Paul Le Marinel geführten Expedition zur Erkundung von Lomami und reorganisierte das Lager Lusambo. Von Februar 1892 bis März 1893 folgte ein Aufenthalt in Belgien zurück, bevor er als Bezirkskommissar in den Kongo zurückkehrte und mit Francis Dhanis zusammenarbeitete. Nach einer Meinungsverschiedenheit nach der Eroberung von Kasongo forderte dieser seine Rückkehr nach Lusambo, was im April 1894 geschah. Nach einer Ruhrerkrankung kehrte Gillain am 12. Februar 1896 endgültig nach Belgien zurück. Anschließend nahm er seinen Dienst in der Armee als Hauptmann wieder auf und wurde dem 1. Lancers-Regiments zugeteilt.
Im März 1898 wurde er zum Captain-Commandant (deutsch: Stabshauptmann) ernannt. Gillain diente daraufhin nacheinander als Adjutant von General Mallet und ab 1904 von General Mersch in der Kavalleriedivision. 1906 wurde er zum Major befördert, dann zum Oberstleutnant und 1909 zum Chef d'état-major Adjoint des 3. Lancers-Regiments. 1913 wurde er Oberst und kommandierte das 4. Lancers-Regiment.

### Erster Weltkrieg
Gleich zu Beginn des Ersten Weltkrieges zeichnete sich sein Regiment in dem Gefecht bei Halen am 12. August 1914 aus, in der die belgische Kavallerie die 4. deutsche Kavalleriedivision zurückdrängte. Während der Belagerung von Antwerpen kämpfte Gillain mit seinem Regiment bei Werchter, Aerschot, um Pellenberg bei Löwen und in der Gegend von Aalst. Am 12. Oktober 1914 wurde er zum Kommandeur der 1. Kavalleriebrigade ernannt, die dabei half, die Flanke der in Richtung Yser zurückweichenden belgischen Armee zu schützen. Zusammen mit der britischen und französischen Kavallerie nahm die 1. Brigade am 17. Oktober 1914 an den Kämpfen im Wald von Houthulst teil. Am 11. Februar 1915 wurde er zum Generalmajor befördert. Am 6. Januar 1917 wurde Gillain zum Generalleutnant ernannt und ersetzte zu diesem Zeitpunkt Generalleutnant Ruquoy an der Spitze der 5. Division. Am 11. April 1918 wurde er dessen Nachfolger als Chef des Generalstabs der belgischen Armee. König Albert I. hatte ihn ausgewählt, weil er den Ruf hatte, Menschenleben zu schonen.

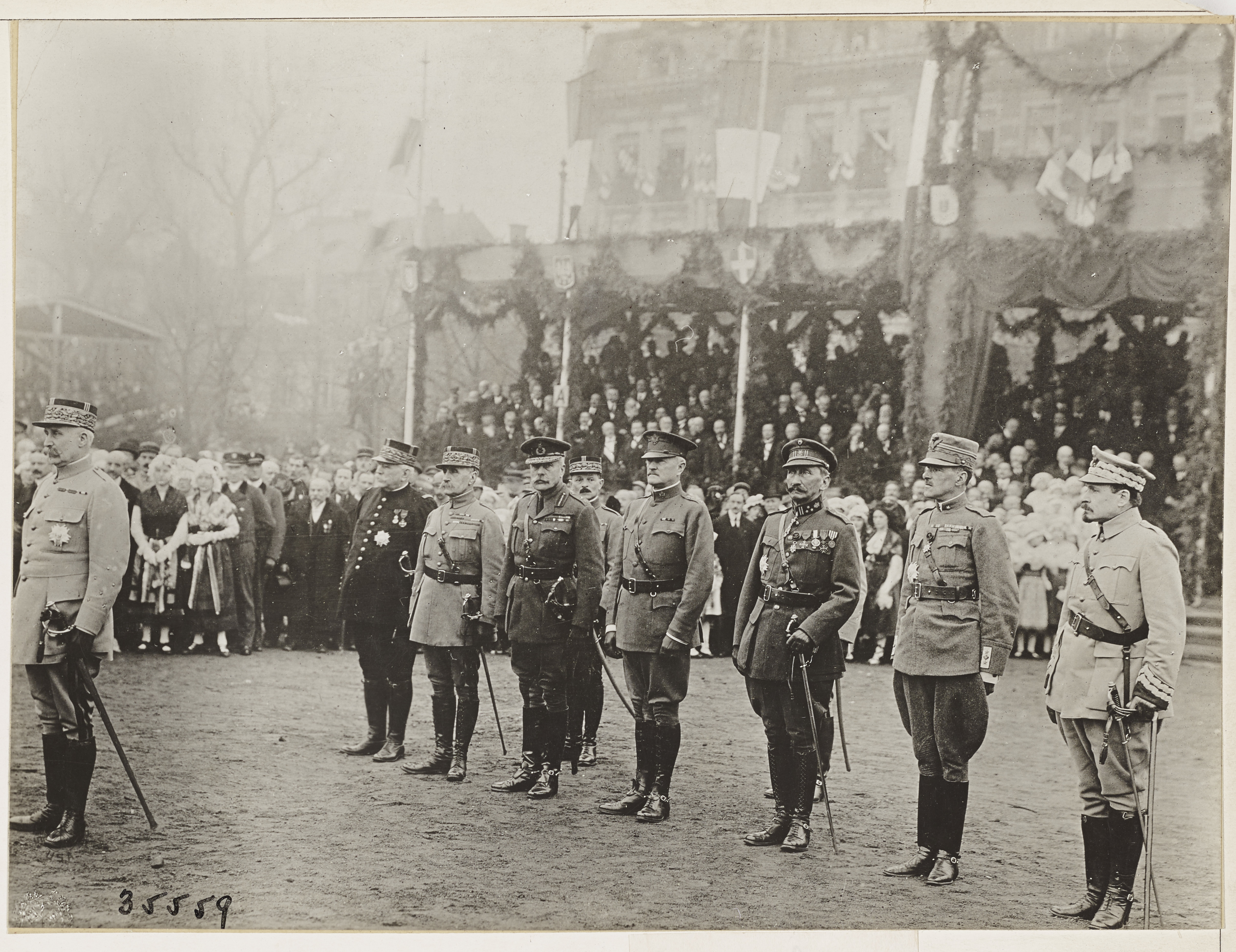
Metz, 1918. Gillain in Begleitung von Foch, Joffre, Albricci, Pershing, Józef Haller und Haig.

Sein Handeln an der Seite des Souveräns erwies sich insbesondere bei zwei Gelegenheiten als entscheidend.
Einmal während der Vierten Flandernschlacht im April 1918, als die belgische Armee die große deutsche Offensive in ihrem Sektor aufhalten konnte. Bei dieser Gelegenheit befahl er, „auf dem Staatsgebiet und im verschanzten Lager an der Yser zu bleiben“. In der Folge kämpften die 3. und 4. belgische Division am 17. April erfolgreich gegen die deutschen Einbruchsversuche bei Merckem.
Ebenso war Gillian beteiligt, als Albert I. während der 5. Schlacht bei Ypern ab dem 28. September 1918 die belgischen, französischen und englischen Verbündeten der Heeresgruppe Flandern (GAF, französisch: Groupe d'armées des Flandres) zum Sieg führte. Unter der Leitung von Gillain organisierte der Generalstab den Einsatz der verfügbaren belgischen Streitkräfte und die notwendige Zusammenarbeit mit der französischen und britischen Armeen. Nach diesen entscheidenden Siegen für den Verlauf des Krieges wurde er in den Tagesbefehlen der französischen Armee am 30. Juni 1918 und der belgischen Armee am 21. Dezember 1918 erwähnt. In dieser letzten Erwähnung heißt es: „Ein verdienter Anerkennung der Armee und des Landes für das Geschick und die Meisterschaft, mit der er gemäß dem Befehl des Königs die siegreiche Offensive der belgischen Armee leitete.“

### Zwischenkriegszeit
Im Februar 1920 bat er darum, von seinem Kommando entbunden zu werden, da sein Gesundheitszustand sich auch wegen der Tropenkrankheiten aus seiner Zeit im Kongo zunehmend verschlechterte.
Er zeigte jedoch weiterhin großes Interesse am Militär. Am 28. Dezember 1921 wurde er zum Sénateur Coopté gewählt. In dieser Funktion nahm er an parlamentarischen Debatten teil und war ebenso Vizepräsident der Nationalen Verteidigungskommission des Senats (französisch: Commission sénatoriale de la Défense nationale). Er war außerdem einer der Unterzeichner des Gesetzes zur Gründung einer flämischen Universität.
Weiterhin galt sein Interesse der nunmehr belgischen Kolonie Kongo. 1920 gründete er den sog. Cercle africain und war von 1920 bis 1930 Generalsekretär der Union coloniale. Er übernahm auch den Vorsitz der 1920 in Antwerpen gegründeten Kolonialuniversität von Belgien (französisch: Université coloniale de Belgique) und reorganisierte deren Verwaltung.

### Orden
(Quelle: )
- Großkordon des belgischen Leopoldordens mit Palme (14. August 1919)[1];
- Kommandeur des Afrikanischen Sternenordens (1927);
- Kommandeur des belgischen Löwenordens;
- belgisches Kriegskreuz (1915, mit sechs Palmen);
- Arabische Feldzugsmedaille (Freistaat Kongo).

#### Ausländische Dekorationen
- Kommandeur der französischen Ehrenlegion, verliehen am 23. Mai 1918 durch General Foch;
- Kriegskreuz 1914–1918 und Kriegskreuz 1914–1918 mit Palme (Frankreich);
- Kommandeur des Orden vom Heiligen Michael und Heiligen Georg (Großbritannien);
- Großkordon des Ordens der Königlichen Krone von Italien;
- Army Distinguished Service Medal (Vereinigte Staaten);
- Großkordon des Orden des Weißen Adlers (Serbien);
- Großkordon des Ordens der Aufgehenden Sonne (Japan);
- Großkordon des Ordens des Weißen Elefanten (Siam).
- Großkordon des Ordens vom Gestreiften Tiger (Republik China).

### Ehrungen
Am 22. August 1931 erhielt er ein Staatsbegräbnis. Er wurde auf dem Friedhof von Marchienne-au-Pont in der Gemeinde Charleroi begraben.
In Marchienne-au-Pont wurde eine Straße „Rue du lieutenant-général Gillain“ genannt und am 11. November 1968 wurde zu seinem Gedenken an die Soldaten und die nach Biesme Deportierten ein steinernes Denkmal errichtet. Den Baronstitel lehnte er allerdings ab und rechtfertigte dies gegenüber seinen Verwandten: „Ich bin Gillain, ich bleibe Gillain“.